# Russell Canouse
Russell Scott Canouse (* 11. Juni 1995 in Lancaster, Pennsylvania) ist ein ehemaliger US-amerikanischer Fußballspieler.

## Karriere

### Vereine
Canouse spielte zunächst für PA Classics und wechselte zum 1. Januar 2011 von den New York Red Bulls in die Jugendabteilung der TSG 1899 Hoffenheim. Zur Spielzeit 2014/15 rückte er zu dessen zweiter Mannschaft auf, die in der Regionalliga Südwest spielt. Am 18. September 2015 erzielte er bei der 1:3-Auswärtsniederlage gegen den 1. FC Saarbrücken sein erstes Ligator. Am 12. März 2016 stand er für das Bundesliga-Spiel gegen den VfL Wolfsburg erstmals im Kader der ersten Mannschaft und wurde beim 1:0-Sieg in der 67. Minute für Fabian Schär eingewechselt.
Zur Spielzeit 2016/17 wurde Canouse für zwei Jahre an den Zweitligisten VfL Bochum verliehen. Am 10. Dezember 2016 erzielte mit dem Treffer zum 1:0-Endstand im Heimspiel gegen den TSV 1860 München sein erstes Zweitligator.
Im August 2017 wurde das Leihgeschäft vorzeitig beendet. Canouse kehrte aber nicht nach Hoffenheim, sondern in seine Heimat zurück und schloss sich dem MLS-Franchise D.C. United aus Washington, D.C. an, wo er in wettbewerbsübergreifend 142 Partien insgesamt fünf Tore schoss. Nachdem sein Vertragsverhältnis nach der Saison 2024 geendet hatte, war er vereinslos und verkündete im April 2025 sein Karriereende.

### Nationalmannschaft
Canouse absolvierte zwölf Spiele für die U20-Auswahl der United States Soccer Federation und erzielte ein Tor.